# Antipathes rhipidion
Antipathes rhipidion är en korallart som beskrevs av Ferdinand Albin Pax 1916. Antipathes rhipidion ingår i släktet Antipathes och familjen Antipathidae. Inga underarter finns listade i Catalogue of Life.